# オン・ザ・ミルキー・ロード
『オン・ザ・ミルキー・ロード』（クロアチア語: Na mlečnom putu、英語: On the Milky Road）は、2016年に制作されたセルビア映画。エミール・クストリッツァが脚本、監督、主演。ジャンルはロマンス、戦争映画、ファンタジー、ドラマ。原題の意味は「天の川で」。

## ストーリー
隣国と戦争中のある国に、村から戦争に行った兵士たちにミルクを届けるために、ロバに乗って村と兵士たちのいる前線までを行き来している男がいた。ハヤブサや動物たちを愛する変わり者の彼の名はコスタと言い、彼はミルク売りの母娘に雇われていた。娘のミレナは活発な美人で村の男たちの間で人気があった。
戦争が終わったらミレナの兄ジャガが帰ってきて、この家に花嫁を迎えることになっていた。ミレナはコスタに想いを寄せており、兄と花嫁が結婚する日に自分もコスタと結婚式を執り行う計画を思い描いていた。
しばらくすると、ミレナの家に花嫁がやって来た。彼女はイタリアのローマからセルビア人の父を探しに来て、戦争に巻き込まれていた。敵国との間に休戦協定が結ばれ、平和な時間が訪れると村人たちはどんちゃん騒ぎで浮かれる。
戦争は終結し、ミレナの兄ジャガが村に帰還する。ジャガと花嫁、コスタとミレナの結婚式の準備が進められていた。ところが、以前この花嫁を愛した多国籍軍の将校が、彼女を連れ去るために特殊部隊を送り込む。村は特殊部隊に攻撃され焼き払われ、村人たちと共にミレナとジャガも死んでしまう。かろうじて生き残ったコスタと花嫁の間に愛が生まれ、二人は決死の覚悟で逃避行を始めることになる。

## キャスト
- コスタ - エミール・クストリッツァ
- 花嫁 - モニカ・ベルッチ
- ミレナ - スロボダ・ミチャロヴィッチ（英語版）
- ジャガ - プレドラグ・"ミキ"・マノイロヴィッチ

## スタッフ
- 監督：エミール・クストリッツァ
- 脚本：エミール・クストリッツァ
- 製作：エミール・クストリッツァ、パウラ・ヴァッカーロ、ルーカス・アコスキン、アレックス・ガルシア
- 製作総指揮：アレックス・ガルシア、ピリナ・ゴンザレス、ギジェルモ・アリアガ
- 撮影：ゴラン・ヴォラレヴィッチ、マルタン・セク
- 編集：スヴェトリク・ミカ・ザイッチ
- 音楽：ストリボール・クストリッツァ
- 美術：ゴラン・ヨクシモヴィッチ
- 衣装デザイン：ネボイシャ・リパノヴィッチ